# Synemosyna lucasi
Synemosyna lucasi là một loài nhện trong họ Salticidae.
Loài này thuộc chi Synemosyna. Synemosyna lucasi được Władysław Taczanowski miêu tả năm 1871.